# Coreura hampsoni
Coreura hampsoni là một loài bướm đêm thuộc phân họ Arctiinae, họ Erebidae.